# Koetshuis Kasteel Arcen
Het koetshuis is een bijgebouw van Kasteel Arcen in de Nederlandse plaats Arcen in de Limburgse gemeente Venlo.

## Geschiedenis
Tegen einde van de 17e eeuw of aan het begin van de 18e eeuw werd het gebouw gebouwd op een oude fundering van mergel. Tegen de oostgevel werd in 1763 een oranjerie gebouwd. In 1916 brandde de orangerie af en werd afgebroken. Op dezelfde plek staat een moderne, laat-20e-eeuwse kas op een kelder uit de 18e eeuw met gemetselde gewelven. 
Van 2013-2015 heeft de eigenaar, stichting Het Limburgs Landschap, grootschalig onderhoud gepleegd aan vrijwel het hele landgoed. Begin 2014 was daarbij het koetshuis aan de beurt. Het onderhoud was dringend nodig vanwege achterstallig onderhoud; de vorige eigenaar had hier nauwelijks aandacht aan besteed.

## Bouwwerk
De grondvorm van het gebouw is haakvormig. Het bestaat uit twee bouwlagen onder een met dakpannen gedekt schilddak. De gevels aan de binnenplaats zijn geleed door getoogde deuropeningen en vensters, met aan de linkerzijde een dakkapel. De zuidelijke Vlaamse gevel heeft één groot venster waarachter aan het begin van de 20e eeuw het atelier van de Zwitserse kunstschilder Friedrich Deusser was gevestigd.
Het koetshuis geldt als pendant van het poortgebouw.